# 許昌 (東漢)
許昌（？—174年），又名許生，東漢末年民變勢力，自稱越王、陽明皇帝，在起事第三年兵敗被斬。会稽句章（今宁波市）人。許昌的兒子許詔一同舉事，又被寫成許昭。

## 民變經過
漢靈帝熹平元年（172年）十一月，許昌自稱越王、陽明皇帝，與其子許韶煽動數縣，以眾數萬起兵句章（今属宁波市）。
吳郡司馬孫堅募召精勇得千餘人，與州郡的揚州刺史臧旻、丹楊太守陳寅合討破之。
熹平三年（174年）十一月，許氏敗於討伐軍被斬，事後刺史臧旻以功上奏，詔孫堅實任監瀆丞。

## 記載差異
《三國志》孫破虜傳記載「會稽妖賊許昌起於句章，自稱陽明皇帝」，並附註靈帝紀「昌以其父爲越王也」，而同傳亦記載許昌之子為許韶，《三國演義》記為許詔。
《後漢書》孝靈帝紀記載「會稽人許生自稱越王，寇郡縣」，臧洪傳又稱「會稽妖賊許昭起兵句章，自稱大將軍，立其父生為越王」。
《續漢書》天文志（下）記載：「會稽賊許昭聚眾自稱大將軍，昭父生為越王，攻破郡縣」。
《資治通鑑》記載「會稽妖賊許生起句章，自稱陽明皇帝，眾以萬數」。

## 註解
1. ↑  《三國志·吳書·孫破虜討逆傳》中原文為除，即「真除」。